# Monotropaceae
Famille
Classification APG III (2009)
Classification APG IV (2016)
Les Monotropacées sont, en classification classique, une famille de plantes à fleurs dicotylédones. Selon Watson & Dallwitz, la famille comporte une quinzaine d'espèces réparties en 10 genres :
- Allotropa Torr. et Gray
- Cheilotheca
- Hemitomes Gray
- Monotropa L.
- Monotropastrum
- Monotropsis Schwein. ex Ell.
- Pityopus Small
- Pleuricospora Gray
- Pterospora Nutt.
- Sarcodes Torr.

Ce sont des plantes plus ou moins succulentes, saprophytes ou parasites, sans chlorophylle.
En France, cette famille est représentée par le monotrope sucepin (Monotropa hypopitys L.) qui se rencontre dans les bois de résineux.
En classification phylogénétique APG II (2003), en classification phylogénétique APG III (2009) et en classification phylogénétique APG IV (2016), cette famille n'existe pas et ses membres sont incorporés aux Éricacées dans la sous-famille des Monotropoideae.